# مكدامية كاملة الأوراق
مكدامية كاملة الأوراق (الاسم العلمي:Macadamia integrifolia) هي نوع نباتي يتبع جنس المكدامية من الفصيلة البروطية.